# Diva (película de 1981)
Diva es una película de suspenso francesa de 1981 dirigida por Jean-Jacques Beineix, adaptada de la novela del mismo nombre por Daniel Odier . 
La película evitaba el estado de ánimo realista del cine francés de la década de 1970 y, en cambio, adoptaba un estilo colorido y melódico, más tarde descrito como cinéma du look.

## Sinopsis
Tras la grabación del concierto de una famosa cantante de ópera, un cartero se ve envuelto con la policía y la mafia.

## Reparto
- Frédéric Andréi como Jules
- Wilhelmenia Fernandez (anunciada como Wilhelmenia Wiggins Fernandez) como Cynthia Hawkins
- Richard Bohringer como Gorodish
- Dominique Pinon como Le Curé ("El sacerdote")
- Gérard Darmon como L'Antillais
- Thuy An Luu como Alba
- Jacques Fabbri como Jean Saporta
- Anny Romand como Paula
- Patrick Floersheim como Zatopek
- Chantal Deruaz como Nadia
- Roland Bertin como Weinstadt
- Jean-Luc Porraz como Mermoz
- Laure Duthilleul como la amiga de Mermoz
- Dominique Besnehard como empleado de la tienda de discos
- Isabelle Mergault como la chica del juego

## Premios y nominaciones
- Premios César:
  - César al mejor debut: Jean-Jacques Beineix
  - César a la mejor música escrita para una película: Vladimir Cosma
  - César a la mejor fotografía: Philippe Rousselot
  - César al mejor sonido: Jean-Pierre Ruh

La película se inscribió en el Festival Internacional de Cine de Moscú y fue seleccionada como la entrada francesa a la Mejor Película en Lengua Extranjera en los Premios Oscar, pero no fue aceptada como nominada.